# César Maranghello
 César Maranghello  ( Buenos Aires, Argentina ) es un historiador especializado en cine argentino, autor de diversas publicaciones sobre el tema, además de ejercer como médico de niños.

## Actividad profesional
César Maranghello fue docente de cine nacional en la Universidad de Buenos Aires y en el Instituto Nacional de Cine y Artes Audiovisuales. Escribió varias obras sobre cine, entre las que pueden señalarse Breve historia del cine argentino (2005), Hugo del Carril (1984) y Artistas Argentinos Asociados: La epopeya trunca (2002).

Colaboró en el Diccionario de Realizadores Latinoamericanos (1997), Tierra en Trance (Madrid 1990) y The Cinema of Latin America (2003). También enrevistas especializadas como Todo es Historia, Film y La Mirada Cautiva.

## Obras publicadas
Autor
- Breve historia del cine argentino (2005)
- Hugo del Carril (1984)
- El cine argentino y su aporte a la identidad nacional (1993)
- Nuevos aportes sobre Arturo Jauretche (2001)
- Artistas Argentinos Asociados: La epopeya trunca (2002)

Coautor
- Historia del cine argentino (1984)
- Historia de los primeros años del cine en la Argentina (1996)
- Fanny Navarro o Un melodrama argentino (1997)
- El cine argentino 1933-1997 (CD rom 1997)
- Cine argentino. Industria y clasicismo 1933-1956 (2000)
- El grupo de los 5 y sus contemporáneos  (2001)
- Cine argentino, modernidad y vanguardias (1957-1983)  (2005)

## Premios y galardones
- Primer Premio del Concurso Anual de Ensayos Legislador José Hernández, "El cine argentino y su aporte a la identidad nacional" del Senado de la Nación en 1998.[1]
- Premio “Dr. Arturo Jauretche a las Letras” del Banco de la Provincia de Buenos Aires (2000).
- Premio “Fomento del Fondo Nacional de las Artes” (2001)